# Le Journal intime de Sakura
Le Journal intime de Sakura (桜通信, Sakura Tsuushin) est un manga ecchi de U-Jin en 20 tomes, publié en 1995 aux éditions Shōgakukan au Japon et en France aux éditions Iku comics jusqu'au volume 13, puis chez Soleil Productions dans la collection Eros.
Une adaptation animée fut faite, connue sous plusieurs noms : Sakura Mail, Sakura Diaries et Sakura Tsuushin, l’histoire est écourtée par rapport au manga, ne faisant que 12 épisodes en format OAV.

## Synopsis
Toma Inaba quitte la province pour s'installer à Tokyo, où il rencontrera de nombreuses difficultés ainsi que plusieurs jeunes filles.

## Personnages
Toma Inaba
Toma âgé de 18 ans est un fils d'aubergiste, il se rend à Tokyo afin passer des concours pour les universités prestigieuses. Au concours pour l'université de Keio il rencontrera Mieko Yotsuba, une fille superbement belle à l'allure de mannequin à qui il cachera son échec au concours. À la suite de l'échec essuyé au concours, il retournera chez ses parents, mais follement amoureux de Mieko, il décidera de revenir à Tokyo faire une année de préparatoire afin de réessayer l'examen d'admission à l'université de Keio. Il sera donc hébergé par son oncle, ou plutôt sa cousine Urara qui s'occupera énormément de lui et le soutiendra dans ses études. Durant son année de préparatoire, il fera la connaissance de Kohji Akimoto, un type louche au début qui deviendra un ami de Toma. Toma est un garçon maladroit et menteur, qui rendra triste Urara plus d'une fois.
Urara Kasuga
Elle est la cousine de Toma, elle le rencontre pour la 1re fois pendant des vacances organisées par son oncle et sa tante, pour lui faire oublier le décès de sa mère. Toma lui remonta le moral, et tous les deux dessinèrent sur un mur, Urara dessina un lapin en train de pleurer et Toma dessina un raton laveur. Depuis ce jour, Urara est follement amoureuse de Toma.
Mieko Yotsuba
Kohmi Natsuki
Kohji Akimoto
Mashu Tatsuhiko

## Liste des épisodes
1. Succès à Tokyo.
2. Liaisons dangereuses.
3. Esclave de l'amour ?
4. L'hôtel de la tentation.
5. Première fois.
6. Premier amour.
7. Triangle amoureux.
8. La confession de Mieko.
9. Premier baiser sous la pluie.
10. L'heure du bain.
11. Angoisse d'étudiant.
12. Sage décision.